# Zuzana Brabcová
Zuzana Brabcová – verheiratet Mirošovská – (* 23. März 1959 in Prag, Tschechoslowakei; † 20. August 2015) war eine tschechische Schriftstellerin.

## Leben
Nach dem Abitur 1978 konnte die Tochter der Literaturkritiker Jiří Brabec und Zina Trochová (* 1924) aus politischen Gründen nicht auf der Hochschule studieren und nahm deshalb eine Stelle als Bibliothekarin an. Später durfte sie auch diese Tätigkeit nicht mehr ausüben und arbeitete zuerst als Hilfspflegerin, 1982–1988 als Reinigungskraft in einem Krankenhaus. Ihre Romane durften vor 1989 in der Tschechoslowakei nicht erscheinen.
Nach der Samtenen Revolution 1989 wurde sie Lektorin. Für ihren ersten Roman Daleko od stromu erhielt sie 1987 den Jiří-Orten-Preis. Für ihren Roman Stropy erhielt sie 2013 den tschechischen Literaturpreis Magnesia Litera in der Kategorie Prosa. Ihren letzten Roman, Voliéry, konnte Brabcová noch vollenden. Sie erhielt postum dafür den Josef-Škvorecký-Preis 2016.

## Werke
- Ovčí brána. Prosasammlung (1980)
- Daleko od stromu. (1984)
  - Weit vom Baum. Übersetzt von Lea Lustyková. Rowohlt, Berlin 1991, ISBN 3-87134-013-8; als Taschenbuch: Rowohlt, Reinbek bei Hamburg 1993, ISBN 3-499-13252-4.
- Zlodějina. Roman (1995)
- Rok perel. Roman (2000)
- Stropy. Roman (2012)
- Voliéry. Roman (2016)

Ihre Romane wurden in zehn Sprachen übersetzt.